# 2011 en bande dessinée
| Années de la bande dessinée : 2008 - 2009 - 2010 - 2011 - 2012 - 2013 - 2014    |
| Décennies de la bande dessinée : 1980 - 1990 - 2000 - 2010 - 2020 - 2030 - 2040 |

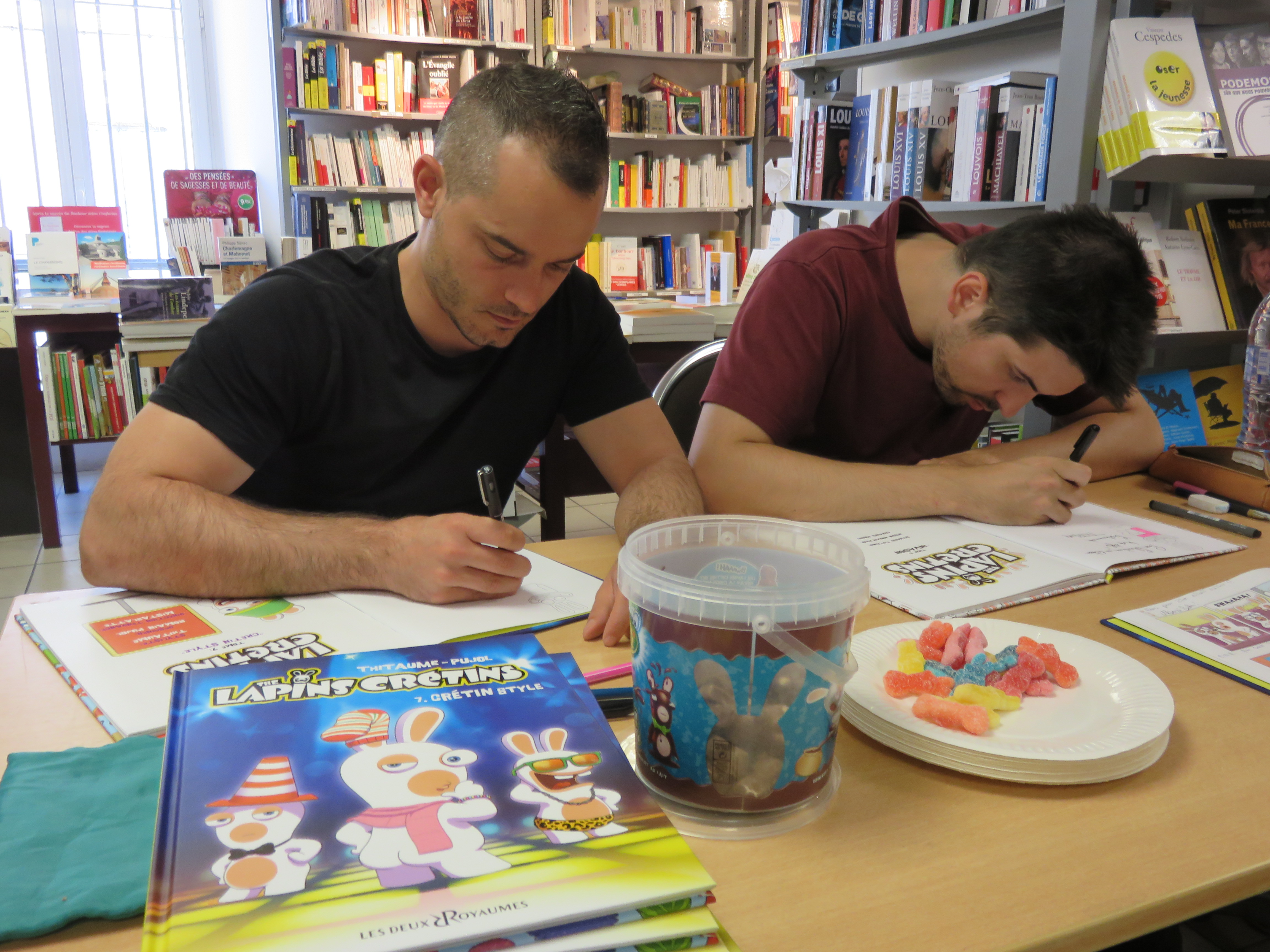

Cet article présente les faits marquants de l'année 2011 en bande dessinée.

## Événements
- du 27 au 30 janvier : 38e festival d’Angoulême. Le jury, dont le président était Baru, a décerné le Fauve d'or à Cinq mille kilomètres par seconde et un Prix spécial à Asterios Polyp. Le Grand prix de la ville d'Angoulême a été attribué à Art Spiegelman, auteur notamment de Maus
- les 5 et 6 février : 11e édition du Paris Manga & Sci-fi Show
- les 12 et 13 février : 10e festival Bulles en Val à Saint-Denis-en-Val
- les 19 et 20 mars : 13e festival de bande dessinée de Cluny
- du 31 mars au 4 avril : Cinq jours BD de Grenoble
- les 1er et 2 avril : Luc i Bulles, rencontres de l’illustration et de la BD à Tournai (Belgique)
- du 1er au 3 avril : festival BD Pyrénées à Billère
- les 2 et 3 avril :
  - 2e festival Des Bulles à Bois-Colombes
  - 12e festival BDmania à Moret-sur-Loing
- les 16 et 17 avril : 18e festival de Perros-Guirec
- du 26 au 29 mai : 10e festival Imaginales à Épinal
- les 28 et 29 mai : 2e festival Montargis coince la bulle
- du 17 au 26 juin : 5e Sismics Festival à Sierre
- du 30 juin au 3 juillet se tiennent simultanément deux manifestations au parc des expositions de Villepinte. La Japan Expo est dédiée au manga et à l’animation japonaise, tandis que le Comic Con’ Paris, anciennement Kultima, est organisé autour des « cultures de l’imaginaire » : science-fiction, fantastique et heroic fantasy
- du 12 au 14 août : 80e Comiket à Tokyo (Japon)
- les 20 et 21 août : 1er festival BD Île de Ré à Saint-Martin-de-Ré
- les 10 et 11 septembre : 12e festival Abracadabulles à Olonne-sur-Mer
- les 17 et 18 septembre : exposition Polar et BD au festival de Crespières
- les 24 et 25 septembre : 19e festival Normandiebulle à Darnétal
- le 28 septembre, le Museum of original figurines (MooF) est inauguré à Bruxelles
- du 13 au 15 octobre : 2e édition de La Caravelle fait ses bulles à La Trinité
- du 28 au 30 octobre : 31e festival Quai des Bulles à Saint-Malo
- du 28 octobre au 1er novembre : festival Comics & Games de Lucques (Italie).
- les 5 et 6 novembre :
  - 6e Lille Comics Festival
- les 19 et 20 novembre : festival Bédéciné à Illzach
- du 29 au 31 décembre : 81e Comiket à Tokyo (Japon)

## Nouveaux albums
Voir aussi : Albums de bande dessinée sortis en 2011

### Franco-belge
| Sortie    | Titre                                                                          | Scénariste                                      | Dessinateur                                          | Coloriste              | Éditeur                 |
| --------- | ------------------------------------------------------------------------------ | ----------------------------------------------- | ---------------------------------------------------- | ---------------------- | ----------------------- |
| janvier   | Petite Histoire des colonies françaises t. 4 : La Françafrique                 | Grégory Jarry                                   | Otto T.                                              |                        | FLBLB                   |
| janvier   | Capricorne t. 15 : New York                                                    | Andreas                                         | Andreas                                              | Isabelle Cochet        | Le Lombard              |
| janvier   | Survivants (Anomalies quantiques) : Épisode 1                                  | Léo                                             | Léo                                                  | Léo                    | Dargaud                 |
| février   | Jour J t. 5 : Qui a tué le Président ?                                         | Jean-Pierre Pécau, Fred Duval et Fred Blanchard | Colin Wilson                                         | Jean-Paul Fernandez    | Delcourt                |
| février   | Uchronie(s) épilogue                                                           | Corbeyran                                       | Éric Chabbert                                        |                        | Glénat                  |
| février   | Jeremiah t. 30 : Fifty-Fifty                                                   | Hermann                                         | Hermann                                              | Hermann                | Dupuis                  |
| mars      | Maudit manoir t. 3 : Chaud devant !                                            | Paul Martin                                     | Manu Boisteau                                        | Delphine Chédru        | BD Kids                 |
| mars      | Algernon Woodcock t. 6 : Le Dernier Matagot                                    | Mathieu Gallié                                  | Guillaume Sorel                                      |                        | Delcourt                |
| 8 avril   | Blast, t. 2 : L'Apocalypse selon Saint Jacky                                   | Manu Larcenet                                   | Manu Larcenet                                        | Manu Larcenet          | Dargaud                 |
| avril     | S.A.M. t.1 Après l'homme                                                       | Richard Marazano                                | Shang Xiao                                           |                        | Dargaud                 |
| avril     | Lady S. t. 7 : Une seconde d’éternité                                          | Jean Van Hamme                                  | Philippe Aymond                                      |                        | Dupuis                  |
| avril     | Le Pape terrible t. 2 : Jules II                                               | Alejandro Jodorowsky                            | Theo                                                 | Florent Bossard        | Delcourt                |
| mai       | Marsupilami t. 20 : Opération Attila                                           | Stéphane Colman                                 | Batem                                                | Cerise                 | Marsu Productions       |
| mai       | Les Chroniques de Légion t. 1                                                  | Fabien Nury                                     | Mathieu Lauffray, Mario Alberti, Zhang Xiaoyu, Tirso |                        | Glénat                  |
| mai       | Les Petits Hommes t. 44 : Eslapion 3                                           | Pierre Seron                                    | Pierre Seron                                         |                        | Clair de Lune           |
| mai       | Élysée République t. 3 : Échelon présidentiel                                  | Rémy Le Gall                                    | Frisco                                               |                        | Casterman               |
| juin      | Akissi t. 2 : Super-héros en plâtre                                            | Marguerite Abouet                               | Mathieu Sapin                                        | Clémence               | Gallimard               |
| juin      | Titeuf t. 13 : Le Monde de l'adolescence                                       | Zep                                             | Zep                                                  | Nob                    | Glénat                  |
| juin      | I.R.$. All Watcher t. 7 : Le Trou noir financier                               | Stephen Desberg                                 | Marc Bourgne                                         | Bruno Pradelle         | Le Lombard              |
| juin      | Final Incal t. 2 : Louz de Garra (édité aussi sous le titre Après l'Incal T.2) | Alejandro Jodorowsky                            | Ladrönn                                              | Ladrönn                | Les Humanoïdes Associés |
| juillet   | L’Univers des Schtroumpfs t. 1 : Gargamel et les Schtroumpfs                   | Studio Peyo                                     | Studio Peyo                                          |                        | Le Lombard              |
| juillet   | I.R.$. t. 13 : L’Or de Yamashita                                               | Stephen Desberg                                 | Bernard Vrancken                                     | Coquelicot             | Le Lombard              |
| juillet   | Léo Loden t. 20 : Langoustines breizhées                                       | Christophe Arleston et Loïc Nicoloff            | Serge Carrère                                        |                        | Soleil                  |
| août      | Kid Paddle t. 12 : Panik Room                                                  | Midam                                           | Midam                                                |                        | MAD Fabrik              |
| août      | Zombillénium t. 2 : Ressources humaines                                        | Arthur de Pins                                  | Arthur de Pins                                       | Arthur de Pins         | Dupuis                  |
| septembre | Le Protocole Pelican t.1                                                       | Richard Marazano                                | Jean-Michel Ponzio                                   |                        | Dargaud                 |
| septembre | Boule et Bill t. 33 : À l’abordage !!                                          | Laurent Verron                                  | Laurent Verron                                       |                        | Dargaud                 |
| septembre | Les Naufragés d'Ythaq t. 9 : L’Impossible Vérité                               | Christophe Arleston                             | Adrien Floch                                         |                        | Soleil                  |
| septembre | Croisade t. 5 : Gauthier de Flandres                                           | Jean Dufaux                                     | Philippe Xavier                                      |                        | Le Lombard              |
| septembre | Trolls de Troy t. 15 : Boules de poils                                         | Christophe Arleston                             | Jean-Louis Mourier                                   | Claude Guth            | Soleil                  |
| septembre | Une nuit de pleine Lune                                                        | Yves H.                                         | Hermann                                              | Sébastien Gérard       | Glénat                  |
| octobre   | Les Mondes d'Aldébaran t. 4 : Antarès                                          | Leo                                             | Leo                                                  | Leo                    | Dargaud                 |
| octobre   | Les Tuniques bleues t. 55 : Indien, mon frère                                  | Raoul Cauvin                                    | Lambil                                               | Vittorio Léonardo      | Dupuis                  |
| octobre   | Spirou et Fantasio t. 52 : La Face cachée du Z                                 | Fabien Vehlmann                                 | Yoann                                                | Hubert                 | Dupuis                  |
| octobre   | Aâma t. 1 : L'Odeur de la poussière chaude                                     | Frederik Peeters                                | Frederik Peeters                                     | Frederik Peeters       | Gallimard               |
| octobre   | Sillage t. 14 : Liquidation totale                                             | Jean-David Morvan                               | Philippe Buchet                                      | Philippe Buchet        | Delcourt                |
| novembre  | Thorgal t. 33 : Le Bateau-Sabre                                                | Yves Sente                                      | Grzegorz Rosiński                                    | Grzegorz Rosiński      | Le Lombard              |
| novembre  | Louve t. 1 : Raïssa                                                            | Yann                                            | Roman Surzhenko                                      |                        | Le Lombard              |
| novembre  | Jonathan t. 15 : Atsuko                                                        | Cosey                                           | Cosey                                                | Cosey                  | Le Lombard              |
| novembre  | Notre Mère la guerre t. 3 : Troisième complainte                               | Kris                                            | Maël                                                 | Maël                   | Futuropolis             |
| novembre  | Servitude t. 3 : L’Adieu aux rois                                              | Fabrice David                                   | Éric Bourgier                                        | Éric Bourgier          | Soleil                  |
| novembre  | Siegfried t. 3 : Le Crépuscule des Dieux                                       | Alex Alice                                      | Alex Alice                                           | Alex Alice             | Dargaud                 |
| novembre  | Les Aigles de Rome Livre III                                                   | Enrico Marini                                   | Enrico Marini                                        | Enrico Marini          | Dargaud                 |
| novembre  | Aquablue t. 12 : Retour aux sources                                            | Régis Hautière                                  | Reno                                                 | Reno                   | Delcourt                |
| novembre  | XIII t. 20 : Le Jour du Mayflower                                              | Yves Sente                                      | Youri Jigounov                                       | Bérengère Marquebreucq | Dargaud                 |
| novembre  | XIII Mystery t. 4 : Colonel Amos                                               | Alcante                                         | François Boucq                                       |                        | Dargaud                 |
| novembre  | Le Chant des Stryges t. 14 : Enlèvements                                       | Corbeyran                                       | Richard Guérineau                                    | Luca Malisan           | Delcourt                |

### Comics
| Sortie    | Titre                                         | Scénariste                   | Dessinateur                           | Coloriste             | Éditeur       |
| --------- | --------------------------------------------- | ---------------------------- | ------------------------------------- | --------------------- | ------------- |
| janvier   | DMZ t. 8 : Notes de l’autre monde             | Brian Wood                   | Riccardo Burchielli                   | Jeromy Cox            | Panini        |
| janvier   | 100 Bullets t. 12 : Les Enfants terribles     | Brian Azzarello              | Eduardo Risso                         | Patricia Mulvihill    | Panini        |
| février   | American Vampire t. 1 : Sang neuf             | Scott Snyder et Stephen King | Rafael Albuquerque                    | Dave McCaig           | Panini        |
| février   | Daredevil t. 21 : La Main du diable           | Andy Diggle, Antony Johnston | Roberto De La Torre, Marco Checchetto | Matthew Hollingsworth | Marvel France |
| février   | All-Star Superman                             | Grant Morrison               | Frank Quitely                         | Jamie Grant           | Panini        |
| février   | Planetary t. 6 : Le Dernier Mystère           | Warren Ellis                 | John Cassaday                         | Laura Martin          | Panini        |
| février   | Les Vengeurs : La Saga de Korvac              | Jim Shooter                  | George Pérez                          | collectif             | Marvel France |
| mars      | Walking Dead t. 13 : Point de non-retour      | Robert Kirkman               | Charlie Adlard                        | N&B                   | Delcourt      |
| mars      | Marvel Zombies t. 7 : Opération antidote      | Fred Van Lente               | Kano                                  |                       | Marvel France |
| mars      | Fables t. 12 : Le Bon Prince                  | Bill Willingham              | Mark Buckingham                       |                       | Panini        |
| avril     | Preacher t. 9 : Alamo                         | Garth Ennis                  | Steve Dillon                          | Pamela Rambo          | Panini        |
| mai       | La Tour sombre t. 9                           | Robin Furth et Peter David   | Richard Isanove                       | Richard Isanove       | Fusion Comics |
| juin      | Strangers in Paradise t. 15 : Futur immédiat  | Terry Moore                  | Terry Moore                           | N&B                   | Kymera        |
| juillet   | Conan t. 6 : Cimmérie                         | Timothy Truman               | Tomás Giorello et Richard Corben      | José Villarrubia      | Panini        |
| août      | Star Wars Legacy t. 10 : Guerre totale        | John Ostrander               | Jan Duursema                          |                       | Delcourt      |
| août      | La Tour sombre t. 10                          | Robin Furth et Peter David   | Richard Isanove                       | Richard Isanove       | Fusion Comics |
| septembre | Batman : Qu’est-il arrivé au chevalier noir ? | Neil Gaiman                  | Andy Kubert                           |                       | Panini        |
| novembre  | La Tour sombre t. 11                          | Robin Furth et Peter David   | Richard Isanove                       | Richard Isanove       | Fusion Comics |

### Mangas
| Sortie      | Titre                            | Scénariste             | Dessinateur            | Éditeur      |
| ----------- | -------------------------------- | ---------------------- | ---------------------- | ------------ |
| 4 février   | Saint Seiya t. 1 (Deluxe)        | Masami Kurumada        | Masami Kurumada        | Kana         |
| 13 avril    | Beelzebub t. 1                   | Ryūhei Tamura          | Ryūhei Tamura          | Kazé         |
| 29 juin     | One Piece: Dead End t. 1 et t. 2 | Eiichirō Oda           | Eiichirō Oda           | Glénat       |
| 1er juillet | Pluto t. 8 (fin)                 | Naoki Urasawa          | Naoki Urasawa          | Kana         |
| 1er juillet | Psyren t. 1 et t. 2              | Toshiaki Iwashiro      | Toshiaki Iwashiro      | Kana         |
| 7 juillet   | Fullmetal Alchemist t. 27        | Hiromu Arakawa         | Hiromu Arakawa         | Kurokawa     |
| 7 juillet   | Magi t. 1 et t. 2                | Shinobu Ohtaka         | Shinobu Ohtaka         | Kurokawa     |
| 7 septembre | Great Teacher Onizuka t. 1       | Tōru Fujisawa          | Tōru Fujisawa          | Pika Édition |
| 7 septembre | GTO: Shonan 14 Days t. 1         | Tōru Fujisawa          | Tōru Fujisawa          | Pika Édition |
| 8 septembre | Toriko T.1                       | Mitsutoshi Shimabukuro | Mitsutoshi Shimabukuro | Kazé         |
| novembre    | Mission Pyongyang                | Oh Yeong Jin           | Oh Yeong Jin           | FLBLB        |

## Décès
- 9 février : Félix Molinari, scénariste de bande dessinée français (Les Tigres volants), mort à l’âge de 80 ans ;
- 21 février : Dwayne McDuffie, scénariste de comics (Justice League of America vol. 2), mort à l’âge de 49 ans ;
- 10 mars : Bill Blackbeard
- 8 mai : Carlos Trillo, scénariste de bande dessinée argentin (Fulù avec Eduardo Risso ; Cybersix avec Carlos Meglia), mort à l’âge de 68 ans ;
- 13 mai : Alain Voss, dessinateur franco-brésilien notamment publié dans Métal Hurlant, mort au Portugal à l’âge de 65 ans ;
- 19 mai : Jeff Jones
- 21 mai : Paul Gillon, auteur de bande dessinée français (Les Naufragés du temps avec Jean-Claude Forest), mort à l’âge de 85 ans ;
- 28 mai : Francine Graton, scénariste de bande dessinée et coloriste de la série Michel Vaillant, morte à l’âge de 79 ans ;
- 18 juin : Lew Schwartz, dessinateur de comics, mort à l’âge de 84 ans ;
- 23 juin : Gene Colan, dessinateur de comics (notamment Daredevil et Tomb of Dracula), mort à l’âge de 84 ans ;
- 27 juin : Thierry Martens, rédacteur en chef du Journal de Spirou entre 1968 et 1978, mort à l’âge de 69 ans ;
- 5 juillet : Shinji Wada, dessinateur de manga, mort à l’âge de 61 ans ;
- 29 juillet : Francis Keller
- 12 août : Francisco Solano López, dessinateur argentin (L'Éternaute), mort à l’âge de 82 ans ;
- 18 août : Jean Tabary, dessinateur français (Corinne et Jeannot, Iznogoud), mort à l’âge de 81 ans ;
- 9 septembre : Daniel Hulet, dessinateur belge (Pharaon), mort à l’âge de 66 ans ;
- 13 septembre : Jean-Paul Mougin, ancien rédacteur en chef adjoint de Pif Gadget et créateur de la revue (À Suivre), mort à l’âge de 70 ans ;
- 14 septembre : Gilles Chaillet, scénariste et dessinateur français (reprise de Lefranc, création de Vasco), mort à l’âge de 65 ans ;
- 26 septembre : Sergio Bonelli, éditeur italien propriétaire de la maison d’édition qui porte son nom, mort à l’âge de 79 ans. Sergio Bonelli a publié de nombreux fumetti dont Tex Willer et Dylan Dog ;
- 29 septembre : Albert Weinberg, scénariste et dessinateur belge (Dan Cooper), mort à l’âge de 89 ans ;
- 9 octobre : Jean Gourmelin, dessinateur de presse essentiellement au Point (mais aussi dans Hara-Kiri, Charlie Mensuel, Pilote…), mort à l’âge de 90 ans ;
- 28 octobre : Alvin Schwartz, scénariste de comics
- 1er décembre : Shingo Araki, dessinateur japonais de manga et d’animation (Goldorak, Ulysse 31 ou Les Chevaliers du Zodiaque), mort à l’âge de 72 ans ;
- 7 décembre : le dessinateur de comics Jerry Robinson meurt à l’âge de 89 ans. Il fut le cocréateur de Robin et du Joker ;
- 14 décembre : Joe Simon, scénariste et dessinateur de comics (cocréateur de Captain America), mort à l’âge de 98 ans ;
- 15 décembre : Eduardo Barreto (en), dessinateur natif d’Uruguay connu pour ses travaux chez DC Comics à partir des années 1980, mort à l’âge de 57 ans.
- 30 décembre : Ronald Searle